# La saga del Dominio
La saga del Dominio è una trilogia di romanzi fantasy, scritti dall'autrice italiana Licia Troisi e pubblicati da Mondadori tra il 2016 e il 2018. È composta da Le lame di Myra (pubblicato da Mondadori nel 2016), Il fuoco di Acrab (pubblicato nel 2017) e L'isola del santuario (pubblicato nel 2018).

## Il Dominio delle Lacrime
L'ambientazione della trilogia è un continente immaginario chiamato "Dominio delle Lacrime", che le dà anche il titolo. In passato era una terra florida e popolata da una civiltà progredita ed esperta nell'uso della magia, i "Primi", ma a seguito di un oscuro cataclisma gran parte del mondo è stato ridotto ad una fredda desolazione, povertà e miseria si sono diffuse, l'antica civiltà è collassata e i regni che le sono seguiti sono corrotti e decadenti. Gran parte del Dominio si trova sotto l'influenza dei Camminanti, un ordine di maghi, che traggono i loro poteri dagli spiriti Elementali, che essi imprigionano nei corpi di schiavi per poterli poi sfruttare per i loro scopi.
Il Dominio somiglia geograficamente all'Europa e alle regioni nord-africane e asiatiche che si affacciano sul Mar Mediterraneo. Così Asgarö, la vasta piana gelata che copre il nord-est della mappa, riflette il Bassopiano sarmatico, il caldo Biaswad ricorda l'Egitto, la Metalia l'Italia e così via. Per modello sociale e tecnologia, il Dominio sembra invece ispirato al Tardo impero romano, presentando un decadente regno diviso a metà che governa su due estesi laghi salati (che ricordano il Mediterraneo) e che pratica ampiamente lo schiavismo, mentre oltre i suoi confini vivono guerresche popolazioni barbare in procinto di assalirlo.

## Personaggi
Myra: la protagonista, all'inizio della storia è una giovane guerriera Rewadir di quindici anni, esperta nell'utilizzo dei letali walud; cresciuta nel caldo Biaswad, a otto anni il suo padre adottivo fu assassinato da una banda di mercenari e da quel giorno traumatico Myra ha perduto la voce, ma più tardi Acrab le ha restituito la facoltà di parlare, benché in maniera quasi gracchiante; di carattere freddo, spietato e testardo, sembra provare fiducia nel solo Acrab.
Acrab: un carismatico condottiero alkak, geniale stratega e ingegnere, nutre l'ambizione di unificare sotto di sé tutto il Dominio delle Lacrime, per porre fine alla corruzione e alle ingiustizie che lo governano; dopo aver liberato la giovane Myra dalla schiavitù e averla aiutata a vendicarsi, lei è diventata una dei suoi più fedeli guerrieri e anche lui pare esserle fortemente affezionato.
Icenwarth: un possente drago di ghiaccio escluso dai suoi simili per aver fatto amicizia con un umano, incontra Myra durante il suo viaggio e, riconoscendo in lei la sua stessa solitudine, decide di seguirla.
Kyllen: un giovane mago appartenente alla Congregazione dei Puri, che rifiutano le pratiche spietate dei Camminanti; quando scopre però che la sua confraternita viene in realtà pilotata segretamente da un losco individuo di nome Graffias, Kyllen l'abbandona e si mette alla ricerca del colpevole.
Marjane: una ragazzina thyrren, tenuta schiava dal lanista metaliano Isserios.

## Episodi

### Le lame di Myra
Dopo l’apocalisse dei Cento Giorni d’Ombra, il Dominio è stato quasi interamente ricoperto di ghiacci e nevi. Solo le terre più a Sud rimangono temperate e rigogliose, mentre a Nord si muovono popoli in costante lotta per la sopravvivenza, spesso in guerra tra loro. La grande federazione di clan agli ordini di Acrab ha però un sogno molto più grande che la conquista di un pezzo di terra. Lui non vuole solo trovarsi uno spazio all’interno del Dominio, ma vuole rovesciarlo, distruggendo il potere dei maghi detti Camminanti. La loro magia, infatti, sfrutta la sofferenza degli Elementali, che i Camminanti hanno ridotto in schiavitù, mentre Acrab immagina un regno dove umani ed Elementali convivano. La strada per arrivarvi, però, passa attraverso la conquista dei numerosi regni che compongono il Dominio, una cruenta battaglia dopo l’altra. In prima fila nell’esercito di Acrab vi è Myra, che il comandante ha salvato dall’arena degli schiavi e cresciuto come una figlia. La sua abilità con i walud, le spade a forma di mezzaluna, ha assicurato all’esercito di Acrab la vittoria in più di un’occasione. Ora, però, Myra ha un’altra e più personale battaglia da combattere. A differenza di quanto ha sempre creduto, ha scoperto infatti che la sua famiglia non è stata uccisa per una disputa sulla terra, ma per un segreto che porta alla morte chiunque ne venga a conoscenza. Myra parte così alla ricerca della verità, in un lungo viaggio attraverso il Dominio con il solo appoggio di Icenwharth, un drago rinnegato dal suo popolo per aver stretto amicizia con un umano. Battaglia dopo battaglia, incontro dopo incontro attraverso lande desolate e città meravigliose, Myra scoprirà così i contorni di una macchinazione destinata a cambiare il destino del suo mondo e, forse, anche a distruggerlo.

### Il fuoco di Acrab
Myra ha creduto al sogno di Acrab, il condottiero che sta abbattendo uno dopo l’altro i regni del Dominio delle Lacrime. Ha creduto alla possibilità di un mondo senza schiavi, senza regnanti crudeli e maghi spietati, dove esseri umani ed elementali potessero vivere liberi e in pace. Per questo è diventata la guerriera più abile dell’esercito ribelle, per questo le sue lame a forma di mezzaluna hanno falciato nemici e sparso sangue, per questo ha rinunciato a tutto quello che non fosse guerra, combattimento e morte. Adesso, però, Myra ha capito che Acrab le ha mentito. Che è stato lui a uccidere suo padre e che l’ha salvata dall’arena e cresciuta come una figlia solo per usare il suo potere di Liberatrice. Dopo aver incontrato l’elementale che protegge la spada sacra di Phylaitek, Myra ha infatti scoperto di essere l’eroina destinata a cambiare il mondo, esattamente quello che Acrab vuole. Aiutata dai suoi nuovi compagni di viaggio, il mago Puro Kyllen e la giovane schiava Marjane, Myra intraprende così un nuovo viaggio attraverso il Dominio delle Lacrime alla ricerca del proprio destino, spazzando via guerrieri e mostri che cercano di sbarrarle la strada. Ma se riuscirà ad arrivare ad Acrab superando le sue difese, sarà in grado di uccidere l’uomo di cui è segretamente innamorata?

### L'isola del santuario
Myra è stata la guerriera prediletta di Acrab, condottiero e inventore. Lui l’ha cresciuta, è stato il suo mentore, il suo protettore… e l’assassino di suo padre. Acrab vuole conquistare il Dominio delle Lacrime, abbattendone i regni grazie al suo esercito di reietti e alle sue invenzioni, capaci di distruggere intere città. È disposto a tutto pur di riuscire a imporre la sua giustizia, anche a usare gli elementali come combustibile per le sue macchine mortali. E Myra è l’arma finale per la sua conquista. Deve trovarla per catturarla e piegarla ai suoi scopi. Ma qualcosa lo frena, l’amore che prova per lei, e che rischia di portarlo alla rovina. Myra vuole ridare l’equilibrio al mondo, liberando gli elementali dalla schiavitù dei maghi Camminanti, riportando pace e armonia. Per lei Acrab è il nemico da fermare e uccidere, ma ogni volta che si è trovata di fronte a lui non è stata capace di resistere alle sue parole. Alle sue carezze… Adesso, la loro guerra sta arrivando alle battute finali. Mentre Acrab con la sua fortezza volante sta abbattendo gli eserciti nemici e si avvicina alla vittoria finale, Myra ha scoperto il luogo dove i suoi poteri si riveleranno nella loro pienezza. L’isola di Kathernesos, uno dei luoghi dove le energie dei Primi sono ancora presenti, dove la magia della Luce è ancora attiva. Ma dovrà arrivarci prima che i soldati di Acrab la fermino, e prima che la nuova vita che sta crescendo dentro di lei le prosciughi tutte le forze…